# Josef Kammhuber
Josef Kammhuber (19 de agosto de 1896 - 25 de enero de 1986) fue oficial de carrera primero en la Fuerza Aérea de la Alemania nazi y después en la Luftwaffe posterior a la Segunda Guerra Mundial, siendo el primer General de los cazas nocturnos durante el conflicto.
Kammhuber creó el sistema de defensa aérea nocturna, la llamada Línea Kammhuber, pero el conocimiento detallado del sistema proporcionado a la Real Fuerza Aérea británica por la inteligencia militar les permitió hacerlo ineficaz. Sus diferencias personales con Erhard Milch, director de Ministerio del Aire del Reich, llevaron a su despido en 1943. Después de la guerra, se unió a la Bundeswehr, las fuerzas armadas de la República Federal de Alemania.

## Carrera
Kammhuber se unió al gabinete del General Walter Wever, jefe de personal de la Luftwaffe antes de la Segunda Guerra Mundial.
Kammhuber regresó al servicio activo en febrero de 1939 y fue asignado como jefe de personal de la "Segunda Flota Aérea". El 11 de enero de 1940, Hitler lo reprendió personalmente por el incidente Mechelen. Luego fue transferido al frente occidental, donde se convirtió en comandante del KG 51. El 3 de junio de 1940, voló con el ala (posiblemente en la Operación Paula). Fue derribado y se convirtió brevemente en prisionero de guerra, siendo liberado en el armisticio del 22 de junio de 1940. En julio de 1940 fue puesto al mando de la coordinación de unidades antirruido, de reflectores y de radar en el Estado Mayor de la Luftwaffe. El resultado fue el XII Cuerpo Aéreo, un nuevo comando dedicado a la lucha nocturna. Alcanzó el rango de Generalleutnant en octubre de 1941 y de General de Aviadores el 1 de enero de 1943.

### Defensa del Reich
Organizó las unidades de combate nocturno en una cadena conocida por los británicos como la "Línea Kammhuber", en la que una serie de estaciones de radar con cobertura superpuesta. Las estaciones tenían tres capas de profundidad desde Dinamarca hasta el centro de Francia, cada una cubriendo una zona de aproximadamente 32 km de largo (norte-sur) y 20 km de ancho (este-oeste). Cada centro de control se conocía como una zona Himmelbett (literalmente, cama de cuatro postes), que consistía en un radar Freya con un rango de aproximadamente 100 km, un conjunto de reflectores de localización repartidos por la celda y un caza nocturno primario y uno de respaldo asignado a cada celda. Los bombarderos de la RAF que volaban a Alemania o Francia tendrían que cruzar la línea en algún momento y el radar dirigiría un reflector para iluminar la aeronave. Una vez que esto sucediera, otros proyectores controlados manualmente también detectarían el avión y se dirigiría al caza nocturno para que interceptara al bombardero iluminado. Las peticiones de los burgomaestres en Alemania llevaron a retirar los reflectores de las principales ciudades.
Las versiones posteriores de Himmelbett agregaron dos radares Würzburg, con un alcance de aproximadamente 30 km. A diferencia del radar de alerta rápida Freya, los Würzburgs eran radares de seguimiento precisos (y complejos). Uno era enfocado sobre el caza nocturno tan pronto como entrara en la celda. Después de que el radar Freya localizara un objetivo, el segundo Würzburg lo seguiría, permitiendo así que los controladores en el centro del Himmelbett obtuvieran lecturas continuas sobre las posiciones de ambos aviones, dirigiendo el caza hasta la intercepción visual. Para mejorar el sistema de intercepción, varios de los cazas nocturnos fueron equipados con un dispositivo infrarrojo de corto alcance conocido como 'Spanner anlage', pero en la práctica resultaron casi inútiles.

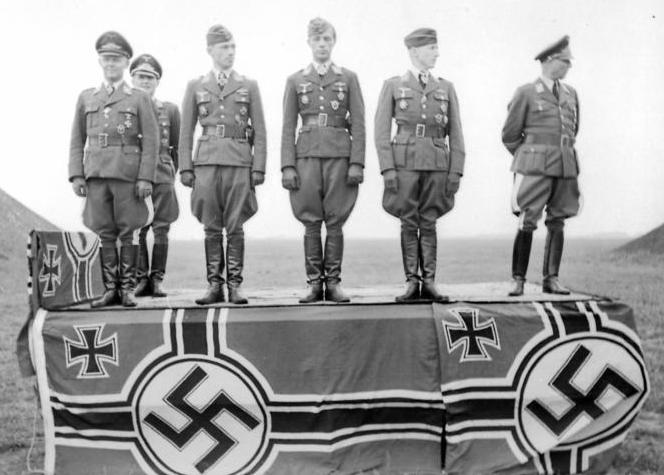
Kammhuber (izquierda) y Helmut Lent en una fotografía de propaganda nazi (Francia, 1942)

Otra táctica que demostró ser efectiva fue enviar sus propios aviones a Inglaterra mientras las oleadas de bombarderos estaban despegando o aterrizando. Los operadores de radio que escuchaban las frecuencias de los bombarderos de la RAF podían reconocer el inicio de una oleada y la fuerza de asalto de unos 30 cazas nocturnos se enviaban sobre las bases aéreas de la RAF para derribar a los bombarderos cuando despegaban o aterrizaban. A principios de octubre, la fuerza avanzada nocturna había cobrado un centenar de derribos, pero el 13 de octubre, Hitler ordenó que los cazas nocturnos fueran enviados al Mediterráneo, a pesar de su éxito.
La inteligencia británica pronto descubrió la naturaleza de la Línea Kammhuber y comenzó a estudiar formas de superarla. El Comando de Bombardeo de la RAF inicialmente enviaba los aviones de uno en uno y con distintas rutas para forzar a que las defensas alemanas se extendieran lo más alejadas posible, lo que significaba que cualquier caza alemán tendría que enfrentarse con mínimas concentraciones de bombarderos. Los centros de Himmelbett solo eran capaces de enfocar uno o dos aviones enemigos a la vez, lo que hacía su trabajo mucho más fácil. A instancias de R. V. Jones, el Comando de Bombardeo planificó ataques contra un objetivo cada vez, enviando a todos los aviones en una "corriente de bombarderos", posicionados cuidadosamente para volar por el centro de una celda. Los centros de Himmelbett se enfrentaron a cientos de bombarderos, a los que podían responder con tan solo unos pocos aviones propios. Tan exitosa fue esta táctica que la tasa de éxito de los cazas nocturnos alemanes se redujo casi a cero.

### Batalla tecnológica
Kammhuber comenzó a buscar soluciones, y el resultado fue el concepto en dos fases, denominadas Wilde Sau ("cerdo salvaje') y Zahme Sau ("cerdo doméstico"). En la primera, los cazas diurnos eran enviados para buscar el avión enemigo a la luz de las bengalas lanzadas desde los propios bombarderos, de los reflectores colocados en un haz ancho para iluminar las nubes más bajas, o de los incendios causados por las bombas. El Wilde Sau obtuvo su éxito más notable durante la Operación Hydra (la operación británica contra el centro de armas V situado en Peenemünde) el 17 de agosto de 1943. Los bombarderos De Havilland DH.98 Mosquito habían arrojado bengalas para servir de referencia sobre Berlín y la mayor parte de la fuerza de caza nocturna fue enviada allí. Cuando se dio cuenta de lo que realmente estaba sucediendo, la mayoría de estos aviones estaban demasiado lejos y eran demasiado lentos para interceptar el ataque sobre Peenemünde. Sin embargo, los Focke-Wulf Fw 190 operados por las fuerzas del Wilde Sau pudieron alcanzarlos, y unos 30 aviones interceptaron la tercera y última oleada de la corriente de bombarderos y derribaron 29 de los 40 bombarderos Avro 683 Lancaster perdidos en esa incursión.
El sistema Zahme Sau consistió en liberar los cazas nocturnos (ahora equipados con un radar para las etapas finales de la intercepción) de las células del Himmelbett y permitirles atacar por su cuenta. Esto no fue tan fácil, dadas las capacidades de los radares de la época, pero los nuevos sistemas que se estaban desarrollando aumentaron en gran medida el alcance de detección y la precisión de los rumbos. En esta configuración, las celdas existentes creadas como parte de la Línea Kammhuber original se usaron principalmente como red de aviso temprana y para determinar el rumbo de las corrientes de bombarderos.
Al mismo tiempo, Kammhuber continuó presionando para obtener un nuevo diseño de caza nocturno, seleccionando finalmente el Heinkel He 219 Uhu después de presenciar una demostración en 1942. Sin embargo, Milch había decidido cancelar el Uhu, y estalló un enfrentamiento entre los dos. Como resultado, en 1943 Kammhuber fue transferido a la "Quinta Flota Aérea" en Noruega, al mando de un puñado de aviones obsoletos. Después de la reorganización de la Luftwaffe en Escandinavia y de la disolución de la Luftflotte 5, se convirtió en comandante general de la Luftwaffe en Noruega (septiembre-octubre de 1944). En 1945, Kammhuber fue elegido de nuevo para dirigir el comando de los cazas nocturnos, un puesto prácticamente simbólico considerando el estado de la Alemania nazi por entonces.

## Posguerra

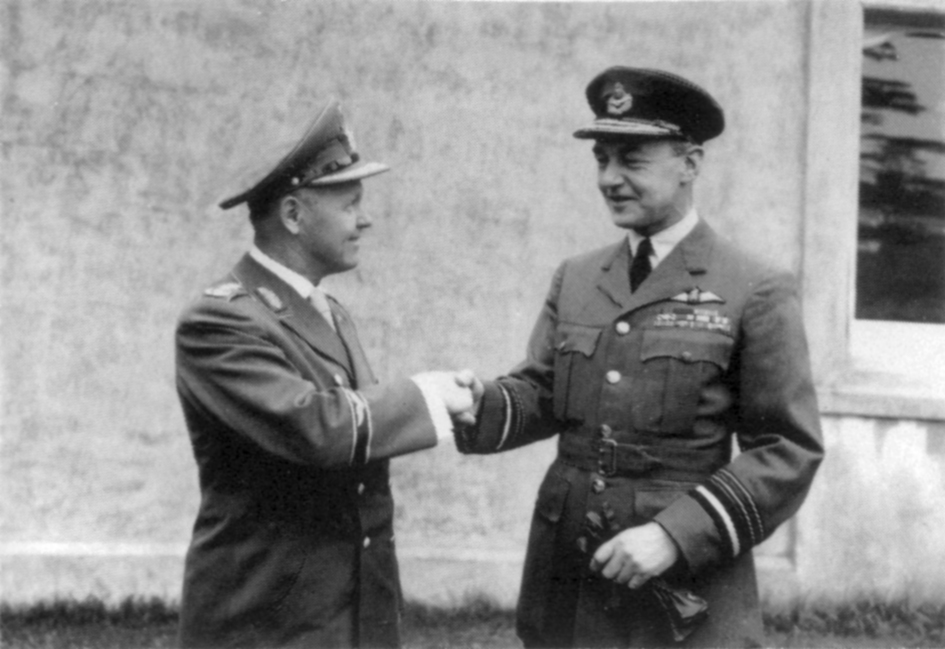
Reunión entre Kammhuber y el Mariscal del Aire Sir Thomas Pike en 1956. Pike había servido previamente como piloto de caza nocturno de la RAF

Después de la capitulación de Alemania en mayo de 1945, Kammhuber fue detenido por las fuerzas estadounidenses, pero fue liberado en abril de 1948 sin que se presentaran cargos contra él. Escribió una serie de monografías para el Departamento de Defensa de los Estados Unidos sobre la conducta de las defensas alemanas contra la RAF y la USAAF, recogidas posteriormente en forma de libro (véanse las referencias). En 1953, publicó un trabajo definitivo sobre lo que aprendió durante la guerra como "Problemas en los Procedimientos de una Guerra Aérea Defensiva Diurna y Nocturna". Posteriormente pasó un tiempo en Argentina, ayudando a entrenar a la fuerza aérea bajo Juan Domingo Perón.
Josef Kammhuber regresó a Alemania y se unió a la moderna Luftwaffe mientras se estaba formando. Fue ascendido a Inspector, desempeñando el cargo entre 1956 y 1962. Después del incidente del F-84 Thunderstreak de 1961, cuando dos Republic F-84F Thunderstreak de Alemania Occidental entraron en el espacio aéreo de Alemania Oriental y volaron a Berlín Occidental. Kammhuber y su superior, el Ministro de Defensa de Alemania Federal, Franz Josef Strauß, cesaron al Oberstleutnant Siegfried Barth, comandante de la unidad de pilotos. Después de las protestas, tres investigaciones oficiales y una queja formal de Barth contra Strauss, el comandante fue reincorporado a su cargo.
Kammhuber murió el 25 de enero de 1986, con 89 años de edad en Múnich y está enterrado allí.

## Premios
- Cruz de Caballero de la Cruz de Hierro como General de División y comandante de la 1.ª División de caza nocturna (9 de julio de 1941)[6][7]
- Orden del Mérito de la República Federal de Alemania (21 de agosto de 1962)